# God Defend New Zealand
God Defend New Zealand (« Que Dieu protège la Nouvelle-Zélande » ; en maori Aotearoa) est l'un des hymnes nationaux de la Nouvelle-Zélande, l'autre étant God Save the King (« Que Dieu protège le Roi »). Les deux sont à titre égal, mais God Defend New Zealand est celui le plus souvent utilisé.

## Histoire
Les paroles de God Defend New Zealand viennent d'un poème écrit dans les années 1870 par un immigrant irlandais, Thomas Bracken. Une compétition est tenue en 1876 pour la composition de la musique pour accompagner le poème, avec récompense de 10 guinées pour le gagnant. Celui-ci est John Joseph Woods, de Lawrence. Il compose la musique tout d'un trait un soir en apprenant l'existence de la compétition.
La chanson devenant de plus en plus populaire au XIXe siècle et au début du XXe siècle, en 1940 le gouvernement néo-zélandais achète les droits d'auteur et en fait la chanson nationale (et non un hymne national officiel) du pays, à temps pour le centenaire de celui-ci. Elle a été utilisée en tant que telle lors des Jeux du Commonwealth (alors appelés les Jeux de l'Empire Britannique) dès 1950, et a été utilisée aux Jeux olympiques pour la première fois lors des Jeux olympiques d'été de 1972, à Munich, à la suite de quoi une campagne commence pour faire qu'elle devienne hymne national.
En 1976, une pétition est lancée et présentée au parlement, pour demander son instauration en tant que hymne national. Elle le devient le 21 novembre 1977 après l'autorisation d'Élisabeth II, mais à titre égal que God Save the Queen, jusqu'alors seul hymne national officiel du pays.
Une version alternative officielle pour chant collectif a été composée par Maxwell Fernie et annoncée par le Minister of Internal Affairs d'alors, Allan Highet.
La version maorie a été écrite en 1878 par Thomas H. Smith, juge à Auckland, sur demande du gouverneur général George Edward Grey. Elle a été traduite en anglais en 1979 par l'ancien Māori Language Commissioner Timoti S. Kāretu ; cette traduction est sous copyright jusqu'en 2079. Le copyright de la version originelle en anglais, celle de Bracken, est expirée depuis 1948 (50 ans après la mort de son auteur).

## Paroles

### Version anglaise
| Paroles officielles (en) | Traduction en français |
| --- | --- |
| God of Nations at Thy feet, In the bonds of love we meet, Hear our voices, we entreat, God defend our free land. Guard Pacific’s triple star From the shafts of strife and war, Make her praises heard afar, God defend New Zealand. Men of every creed and race, Gather here before Thy face, Asking Thee to bless this place, God defend our free land. From dissension, envy, hate, And corruption guard our state, Make our country good and great, God defend New Zealand. Peace, not war, shall be our boast, But, should foes assail our coast, Make us then a mighty host, God defend our free land. Lord of battles in Thy might, Put our enemies to flight, Let our cause be just and right, God defend New Zealand. Let our love for Thee increase, May Thy blessings never cease, Give us plenty, give us peace, God defend our free land. From dishonour and from shame, Guard our country’s spotless name, Crown her with immortal fame, God defend New Zealand. May our mountains ever be Freedom’s ramparts on the sea, Make us faithful unto Thee, God defend our free land. Guide her in the nations’ van, Preaching love and truth to man, Working out Thy glorious plan, God defend New Zealand. | Dieu des nations, à tes pieds Nous nous rassemblons liés d'amour Écoute nos voix, nous implorons, Que Dieu protège notre pays libre. Défends l'étoile triple du Pacifique Des conflits et de la guerre. Faites entendre ses louanges au loin, Que Dieu protège la Nouvelle-Zélande. Des hommes de toute croyance et de toute race S'assemblent ici devant ta présence, Te demandant de bénir cet endroit, Que Dieu protège notre pays libre. De la dissension, de l'envie, de la haine, Et de la corruption défends notre État, Rends notre pays bon et grand, Que Dieu protège la Nouvelle-Zélande. De la paix, pas de la guerre, nous nous vanterons, Mais si les ennemis assaillent notre côte, Fais de nous une armée puissante, Que Dieu protège notre pays libre. Seigneur des batailles, de ta force, Fais fuir nos ennemis, Que notre cause soit juste et bonne, Que Dieu protège la Nouvelle-Zélande. Que croisse notre amour pour toi, Que tes bénédictions ne cessent jamais, Donne-nous l'abondance, donne-nous la paix, Que Dieu protège notre pays libre. Du déshonneur et de la honte Protège le nom reluisant de notre pays, Couronne-le d'une gloire immortelle, Que Dieu protège la Nouvelle-Zélande. Que nos montagnes soient à jamais Les remparts de la liberté sur la mer, Rends-nous fidèles à toi, Que Dieu protège notre pays libre. Guide-le dans l'avant-garde des nations, Prêchant l'amour et la vérité aux hommes, Élaborant ton glorieux plan, Que Dieu protège la Nouvelle-Zélande. |

### Version maorie
| Paroles officielles (mi) | Traduction en français |
| --- | --- |
| E Ihowā Atua, O ngā iwi mātou rā Āta whakarangona; Me aroha noa Kia hua ko te pai; Kia tau tō atawhai; Manaakitia mai Aotearoa Ōna mano tāngata Kiri whero, kiri mā, Iwi Māori, Pākehā, Rūpeke katoa, Nei ka tono ko ngā hē Māu e whakaahu kē, Kia ora mārire Aotearoa Tōna mana kia tū! Tōna kaha kia ū; Tōna rongo hei pakū Ki te ao katoa Aua rawa ngā whawhai Ngā tutū e tata mai; Kia tupu nui ai Aotearoa Waiho tona takiwā Ko te ao mārama; Kia whiti tōna rā Taiāwhio noa. Ko te hae me te ngangau Meinga kia kore kau; Waiho i te rongo mau Aotearoa Tōna pai me toitū Tika rawa, pono pū; Tōna noho, tāna tū; Iwi nō Ihowā. Kaua mōna whakamā; Kia hau te ingoa; Kia tū hei tauira; Aotearoa | Ô Seigneur, Dieu, De tous les peuples Écoute-nous, Chéris-nous Que la bonté s'épanouisse, Que tes bénédictions s'écoulent Protège-nous Aotearoa Que tous les gens, À la peau rouge, à la peau blanche Māori, Pākehā Se rassemblent devant toi Que tous nos torts, nous prions, Soient pardonnés Pour que nous puissions dire longue vie Aotearoa Que ce soit à jamais prestigieux, Puisse-t-il aller de force en force, Que sa renommée se répande au loin Dans le monde entier, Ne laisse pas les conflits Ni les dissensions s'ensuivre, Puisse-t-il toujours être grand Aotearoa Que son territoire Soit toujours éclairé Partout dans le pays Que l'envie et la dissension Soient dissipés, Que la paix règne Sur Aotearoa Que ses bonnes caractéristiques perdurent, Que la droiture et l'honnêteté prévalent Parmi le peuple de Dieu Qu'il n'ait jamais honte, Mais plutôt, Que son nom soit connu Devenant ainsi le modèle à imiter Aotearoa |

## Structure et signification
God Defend New Zealand a trois couplets, chacun en anglais avec traduction en maori. On ne chante le plus souvent que le premier couplet de chaque version, généralement le maori en premier. On peut également chanter les second et dernier couplets de la version anglophone, mais les troisième et quatrième sont rarement utilisés.
Il y a débat sur la signification de « Pacific's Triple Star », et aucune explication officielle. Les théories proposent plusieurs options : les trois plus grandes îles du pays (Nord, Sud et Stewart/Rakiura), les trois étoiles sur le blason de l'Église anglicane de Nouvelle-Zélande, les trois étoiles du drapeau de Te Kooti (leader maori du XIXe siècle), ou le système Alpha Centauri (cette dernière est improbable, étant donné que Proxima Centauri ne fut découverte qu'en 1915).